# Mikael Nilsson
Mikael Nilsson (* 24. června 1978, Ovesholm) je švédský fotbalový obránce dánského týmu Brøndby IF.
Nilsson je univerzální hráč, dobře se mu daří i v záloze, kde může prokázat svou všestrannost a vytrvalost. Svůj debut v národním týmu měl v roce 2002 proti České republice, v tomto utkání vstřelil dva góly [zdroj?]. Prošel všemi juniorskými reprezentačními celky až se propracoval na nezbytného hráče seniorské reprezentace.